# Milton (Australia)
Milton – miasto w Australii, w stanie Nowa Południowa Walia.
Z Milton pochodzi Bronwen Watson, australijska wioślarka, reprezentantka kraju, mistrzyni świata.